# HOTO business tower
HOTO Business Tower — будівля в Загребі, Хорватія. Побудована в 2004 році як перший хмарочос після хорватської війни за незалежність. Розташована на захід від вулиці Савської (Savska), між Вежею Цибона і Загрепчанкою. Має близько 64,5 м у висоту і 17 рівнів.
Він повинен був мати 22 рівні і висоту 90 метрів, але його було зменшено, бо не вистачало місць для паркування.
У вежі знаходяться службові приміщення T-Hrvatski Telekom, хорватської філії T-com.